# Last Waltz
Last Waltz（ラストワルツ）は、ゲームDEARDROPS DISTORTIONに登場する架空のバンド『DEARDROPS』のインディーズセカンドアルバム。

## 概要
OVERDRIVEの大人気美少女ゲームDEARDROPSをPSPに移植した「DEARDROPS DISTORTION」に収録される楽曲を収録している。

コミックマーケット79で販売。2011年1月28日からはメロンブックスなどでも販売されている。

## スタッフ
- サウンドプロデューサー：milktub
- プロデューサー：bamboo（OVERDRIVE）
- 原画：藤丸

## 収録曲
1. Da!Da!Da!
歌・作詞・作曲・編曲：DEARDROPS
2. Shout out!
歌・作詞・作曲・編曲：DEARDROPS
3. そっとあたためて…
歌・作詞・作曲：桜井かなで／編曲：lotta
4. P.P.f.Y
歌・作詞・作曲・編曲：DEARDROPS
5. A birthplace～いつか帰る場所～
歌・作詞・作曲・編曲：DEARDROPS
6. My Will
歌：DEARDROPS feat.桜井かなで／作詞・作曲・編曲：DEARDROPS